# Liste der Naturdenkmale in Schirgiswalde-Kirschau
Die Liste der Naturdenkmale in Schirgiswalde-Kirschau nennt die Naturdenkmale in Schirgiswalde-Kirschau im sächsischen Landkreis Bautzen.

## Definition
„Naturdenkmäler sind rechtsverbindlich festgesetzte Einzelschöpfungen der Natur oder entsprechende Flächen bis zu fünf Hektar, deren besonderer Schutz erforderlich ist
1. aus wissenschaftlichen, naturgeschichtlichen oder landeskundlichen Gründen oder
2. wegen ihrer Seltenheit, Eigenart oder Schönheit.“

## Liste
Link zu einem Kartenansichtstool, um Koordinaten zu setzen.
| Bild                          | Bezeichnung                         | Lage                                                                  | Beschreibung | Datum | Nummer |
| ----------------------------- | ----------------------------------- | --------------------------------------------------------------------- | ------------ | ----- | ------ |
| BW                            | Halbendorfer Horken                 | Halbendorf im Gebirge (51° 5′ 42,5″ N, 14° 27′ 50,5″ O)               |              |       | BZ014  |
| mehr Fotos \| Fotos hochladen | Kälbersteine                        | Schirgiswalde, Sohland an der Spree (51° 4′ 20,6″ N, 14° 27′ 11,3″ O) |              |       | BZ015  |
| BW                            | Burgberg Kirschau                   | Kirschau (51° 5′ 21″ N, 14° 25′ 47,4″ O)                              |              |       | BZ024  |
| BW                            | Die Hutsche                         | Bederwitz (51° 5′ 49,3″ N, 14° 26′ 44,3″ O)                           |              |       | BZ052  |
| BW                            | Feucht- und Trockenbiotop Bederwitz | Bederwitz (51° 6′ 22,2″ N, 14° 27′ 3,9″ O)                            |              |       | BZ079  |
| BW                            | Amseltal Schirgiswalde              | Schirgiswalde, Sohland an der Spree (51° 4′ 10,3″ N, 14° 25′ 50,5″ O) |              |       | BZ221  |
| BW                            | Oberes Pilketal                     | Schirgiswalde (51° 4′ 51,1″ N, 14° 24′ 21,6″ O)                       |              |       | BZ222  |
| BW                            | Unteres Pilketal                    | Schirgiswalde, Wilthen (51° 4′ 59,5″ N, 14° 24′ 23″ O)                |              |       | BZ223  |
| BW                            | Eiche                               | Rodewitz (51° 6′ 16″ N, 14° 26′ 45,4″ O)                              |              |       | 268    |